# Falintolol
Falintolol es un betabloqueador.